# Снорри Стурлусон
Сно́рри Сту́рлусон (исл. Snorri Sturluson; 1178, Хвамм — 23 сентября 1241, Рейкхольт) — исландский скальд, прозаик, историограф и политик. Снорри больше всего известен как автор Младшей Эдды, состоящей из «Видения Гюльви» (Gylfaginning), где излагаются сюжеты скандинавской мифологии, «Языка поэзии» (Skáldskaparmál) и «Перечня размеров» (Háttatal). Общепринято, что Снорри является автором «Круга земного» (Heimskringla), хотя некоторые ученые это мнение оспаривают. «Круг Земной» — это обширный свод саг, посвященных норвежским конунгам от легендарных времен вплоть до 1177 года. Снорри также приписывают авторство «Саги об Эгиле» и «Отдельной саги об Олаве Святом». Помимо своей литературной деятельности Снорри известен и как политик: происходя из знатного рода Стурлунгов, он принимал активное участие в общественной жизни Исландии, дважды избирался законоговорителем на альтинге.

## Биография

### Ранние годы
Снорри Стурлусон принадлежал к богатому и влиятельному роду Стурлунгов. Он родился примерно в 1178 году. Родителями Снорри были Стурла из Лощины (умер в 1183 году) и Гудню Бёдварсдоттир. У Снорри было два старших брата — Торд и Сигхват.
С трёх или четырёх лет Снорри рос в доме Йона Лофтссона, родственника норвежских королей, в Одди. Это было связано с тем, что, когда отец Снорри, Стурла, судился с Палом Сёльвасоном, жена последнего набросилась на Стурлу с ножом, желая, как она говорила, сделать его подобным его герою Одину (то есть одноглазым), однако смогла лишь полоснуть Стурлу по щеке. Так как сумма компенсации сделала бы Пала нищим, Лофтссон в качестве компенсации Стурле предложил взять на себя воспитание Снорри.
Таким образом, Снорри получил образование и обзавёлся связями, которых он не смог бы получить, останься он дома. Йон Лофтссон был внуком как норвежского короля, так и знаменитого учёного Сэмунда Мудрого, что позволило Снорри набраться учёности. Он более не вернулся в родительский дом. Стурла Тордарсон умер в 1183 году, и мать Снорри Гудню растратила его долю наследства. Йон Лофтссон умер в 1197 году, а в 1199 году Снорри женился на Хердис Берсадоттир и получил от её отца богатый хутор Борг.
Снорри и Хердис прожили в Борге четыре года, у них родилось несколько детей. В конце концов Хердис устала от постоянных измен Снорри, и, когда в 1206 году тот переехал в усадьбу Рейкьяхольт (исл. Reykjaholt), сейчас Рейкхольт, она осталась в Борге. В Рейкьяхольте у Снорри родилось еще несколько детей от других женщин.

### Общественная деятельность
Снорри быстро получил известность как поэт и одновременно как юрист. В 1215 году он был избран законоговорителем альтинга. Летом 1218 года Снорри оставил Исландию и отправился в Норвегию, где его принял король Хокон IV и бывший при нём регентом ярл Скули Бардарсон. Зиму он провёл в гостях у ярла Скули. Он получил от короля и ярла в подарок ладью, на которой приплыл в Швецию, и писал восхваляющие их стихи. В 1219 году Снорри встречался с законоговорителем Швеции Эскилем Магнуссоном и его женой Кристиной, от которых, вероятно, получил сведения о ранней истории Швеции.
Снорри интересовался в первую очередь историей и культурой, но норвежский двор был заинтересован в нём как в политике. Он получил титул королевского стольника (скутильсвейна): вероятно, Хокон и Скули рассчитывали на его поддержку в альтинге при обсуждении вопроса о присоединении Исландии к Норвегии.
В 1220 году Снорри вернулся в Исландию, а в 1222 году вновь стал законоговорителем (и оставался им до 1232 года). В альтинге Снорри выступал как сторонник норвежского короля, что настроило против него многих могущественных вождей.
Многие вожди считали недопустимым, что Снорри был придворным норвежского короля и в то же время членом альтинга. Снорри, в свою очередь, хотел консолидировать своё влияние в Исландии и использовать его для передачи страны в руки короля. В 1222 году он попытался жениться на внучке Йона Лофтссона Сольвейг, но его опередил его соперник и племянник Стурла Сигхватсон. Это привело к междоусобным столкновениям, и Снорри собрал армию под началом другого племянника Бёдвара Тордарсона и своего первого сына Орекьи, но накануне битвы со своим братом Сигхватом и его сыном Стурлой Сигхватссоном предложил перемирие. Сигхват и Стурла напали на Снорри и вытеснили его во фьорды на западе Исландии.
Хокон IV попытался вмешаться, пригласив ярлов на переговоры в Норвегию. Сигхват понимал, чем это грозит вождям, и стал призывать своих противников принять предложение короля. Стурла захватил в плен Орекью, пригласив его в Рейкьяхольт якобы на переговоры, и Торлейва Тордарсона (двоюродного брата Снорри), который прибыл поддержать его, но поссорился из-за вопросов единоначалия.
С 1224 года Снорри стал жить с Халльвейг Ормсдоттир, богатой вдовой и внучкой Йона Лофтссона, с которой они воспитывали детей Снорри. До взрослых лет из них дожило пятеро.
В 1237 году Снорри решил отправиться в Норвегию. Во второй свой приезд Снорри гостил у ярла Скули, однако влияние последнего уже падало. В 1240 году Скули Бардарсон был убит сторонниками Хокона. В 1239 году король запретил всем исландцам выезд из страны, но Снорри его ослушался. В 1241 году враг Стурлунгов Гицур Торвальдссон получил от короля разрешение захватить Снорри и привезти его за ослушание в Норвегию. 21 сентября пятеро людей Гицура ворвались в Рейкьяхольт и, выпытав у священника Арнбьёрна, что Снорри спрятался в подвале, зарубили его и сожгли сам хутор.

## Литературное наследие
Снорри известен в первую очередь благодаря своей «Младшей Эдде», своеобразному путеводителю по мифологической традиции для поэтов. «Видение Гюльви» основано на тех же источниках, которые послужили основой для составления «Старшей Эдды» (в частности, произведения, известные нам как «Прорицание Вёльвы», «Речи Гримнира», «Речи Вафтруднира»). В «Языке поэзии» Снорри разъясняет языковые приёмы (в частности, кеннинги), принятые в традиции, и привлекает множество мифологических сюжетов для их объяснения. Наконец, «Перечень размеров» представляет собой список скальдических стихов, выбранных как образцы того или иного размера. Среди других произведений, приписываемых Снорри, — Круг Земной, Сага об Эгиле, Отдельная сага об Олаве Святом.
«Младшая Эдда» примечательна также тем, что Снорри предлагает в нем эвгемеристическую трактовку происхождения скандинавского пантеона. Он считает асов обожествлёнными вождями и героями. Сам Снорри был христианином, поэтому он начинает Эдду с пролога, где кратко пересказывает библейский миф о творении и гомеровскую историю о Троянской войне. По его версии, Один был потомком троянцев, подобным Энею, основателю Италии. Рассказ же о собственно скандинавской мифологии подаётся после от имени вымышленных персонажей — конунгов-мудрецов Высокого, Равновысокого и Третьего.
В честь Снорри назван кратер на Меркурии.

### О Снорри Стурлусоне и его произведениях
- Nordal S. Snorri Sturluson. — Reykjavik, 1920.
- Paasche F. Snorre Sturlason og Sturlungerne. — Kristiania, 1922.
- Гуревич А. Я. История и сага. — М.: Наука, 1972. — 200 с. — (Из истории мировой культуры). — 20 000 экз.

- Стеблин-Каменский М. И. Мир саги. Становление литературы. — Л.: Наука, 1984. — 247 с. — 11 200 экз.